# Albert Colomb

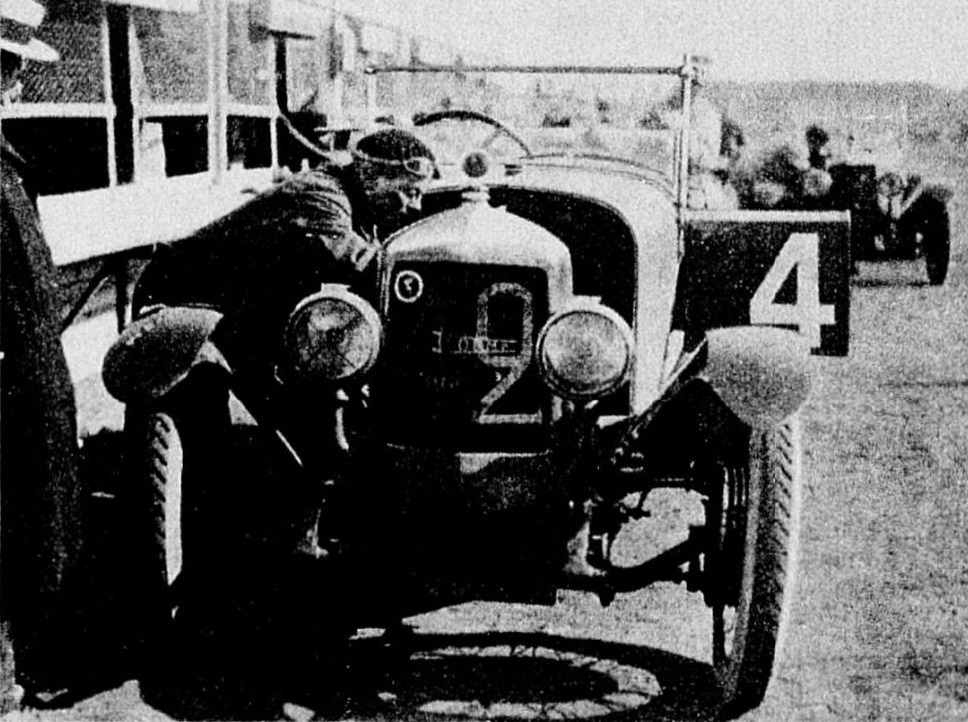
Albert Colomb beim Boxenstopp beim 24-Stunden-Rennen von Le Mans 1924

Albert Colomb (* 15. Dezember 1878 in Paris; † 27. Oktober 1941 in Bunzac) war ein französischer Autorennfahrer.

## Karriere
Albert Colomb war einer der Automobilpioniere, die beim ersten 24-Stunden-Rennen von Le Mans 1923 am Start waren. Colomb war Werksfahrer bei Corre-La Licorne und 1923 Teampartner von Corre-Rennwagenkonstrukteur Waldemar Lestienne. Das Duo erreichte auf einem Corre La Licorne EV 12CV den 28. Rang in der Gesamtwertung. Bei den drei folgenden Le-Mans-Starts gelang Colomb keine Zielankunft mehr.
Sein bestes Ergebnis bei einem Autorennen erzielte er beim 24-Stunden-Rennen von Spa-Francorchamps 1924, wo er gemeinsam mit Louis Balart Gesamtfünfter wurde.

## Statistik

### Le-Mans-Ergebnisse
| Jahr | Team                                    | Fahrzeug                        | Teamkollege        | Platzierung | Ausfallgrund  |
| ---- | --------------------------------------- | ------------------------------- | ------------------ | ----------- | ------------- |
| 1923 | Societe Française des Automobiles Corre | Corre La Licorne EV 12CV        | Waldemar Lestienne | Rang 28     |               |
| 1924 | Société Française des Automobiles Corre | Corre La Licorne V16 10CV Sport | Waldemar Lestienne | Ausfall     | Ventilschaden |
| 1925 | Société Française des Automobiles Corre | Corre La Licorne V16 10CV Sport | Fernand Vallon     | Ausfall     | Defekt        |
| 1926 | Société Française des Automobiles Corre | Corre-La Licorne V16/G6         | Fernand Vallon     | Ausfall     | Kühler        |

### 24-St-Spa-Ergebnisse
| Jahr | Team                                    | Fahrzeug         | Teamkollege  | Platzierung            | Ausfallgrund |
| ---- | --------------------------------------- | ---------------- | ------------ | ---------------------- | ------------ |
| 1924 | Societe Française des Automobiles Corre | Corre La Licorne | Louis Balart | Rang 5 und Klassensieg |              |